# Wilhelm Scholter
Wilhelm Scholter (* 11. Februar 1858 in Bern, Schweiz; † 6. Januar 1915 in Stuttgart-Untertürkheim, Deutschland) war ein Architekt und Hochschullehrer. Er war ein Vertreter des Jugendstils und vor allem in Stuttgart tätig.

## Leben

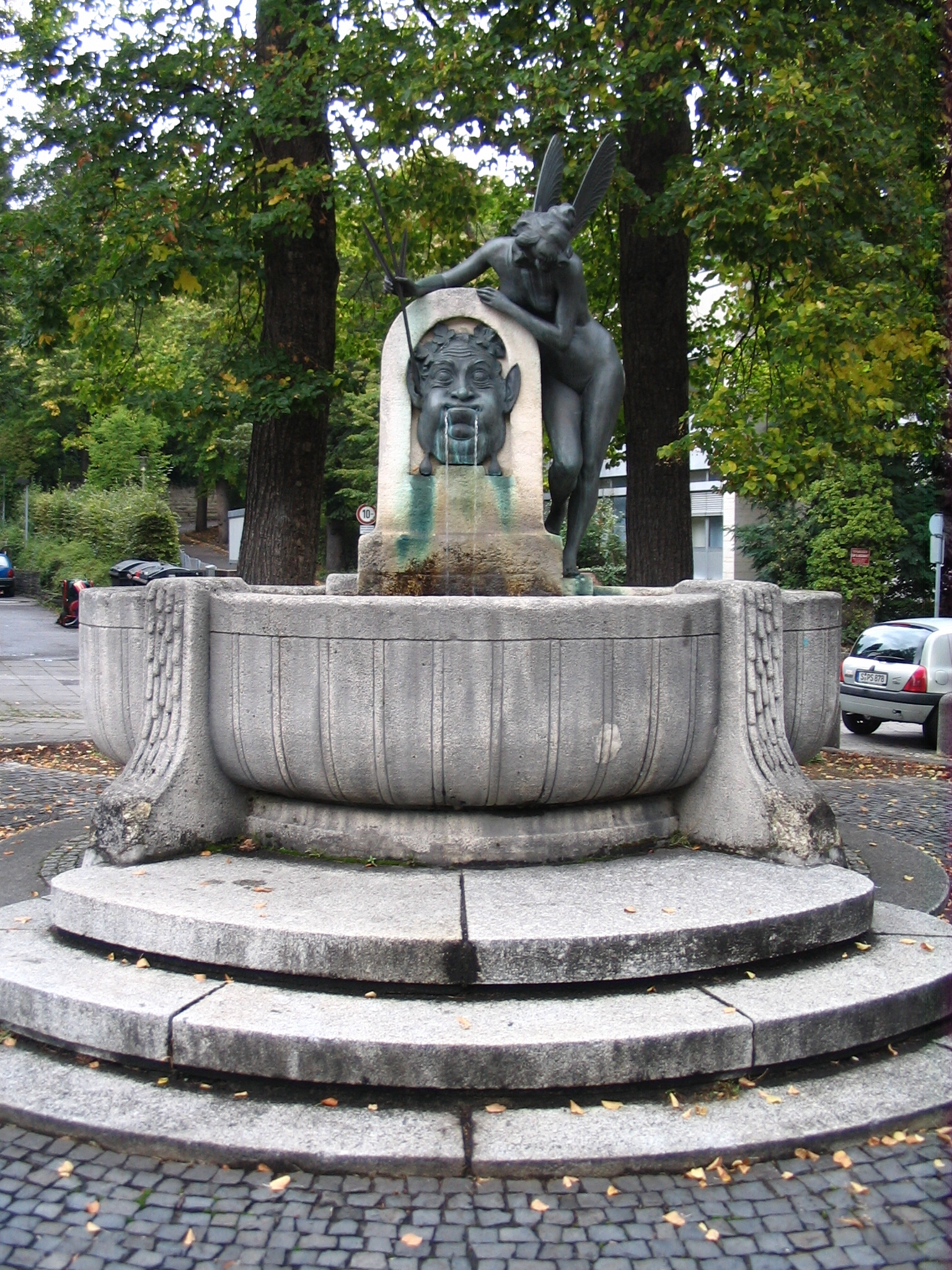
Libellenbrunnen in Stuttgart

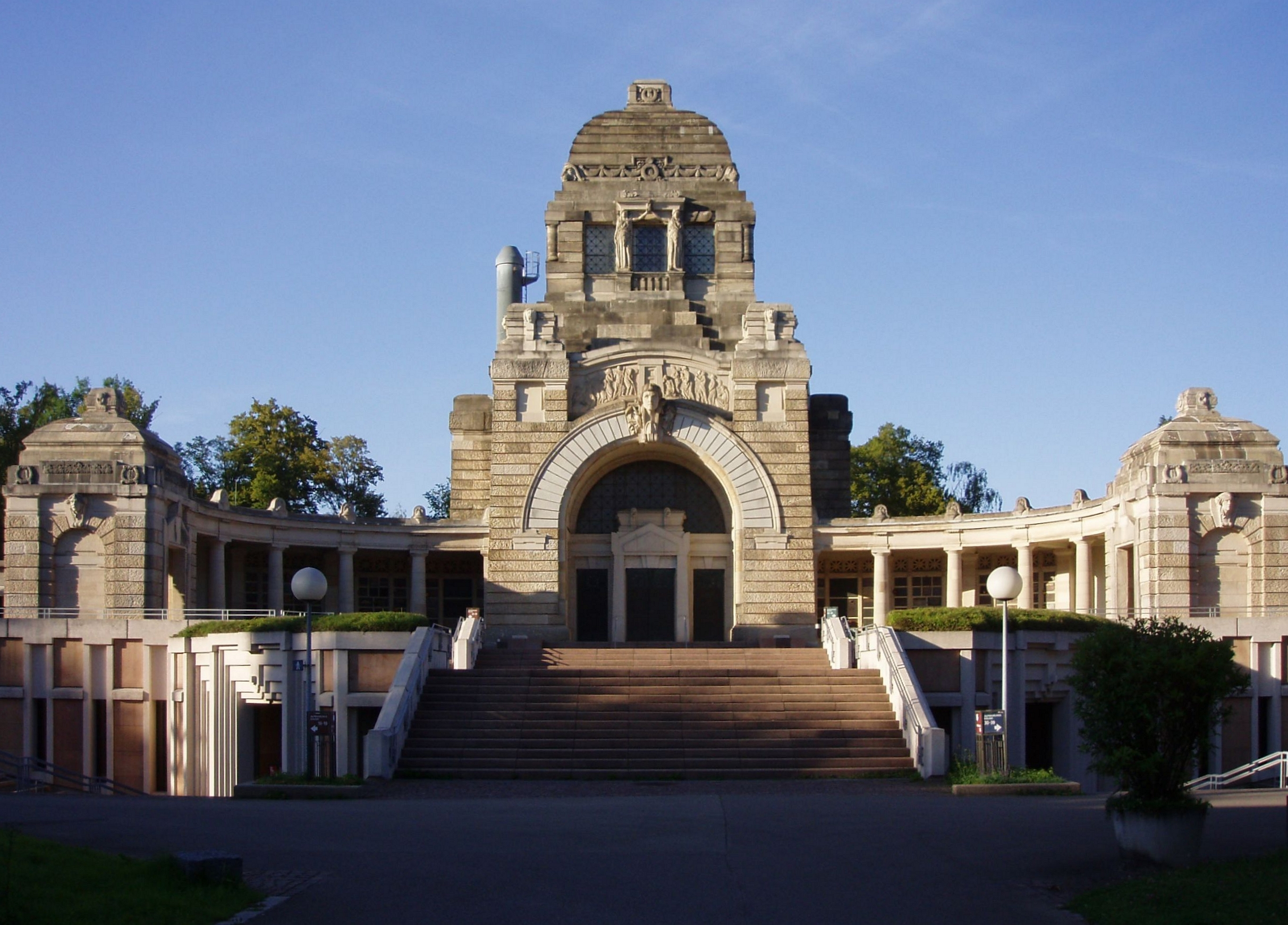
Krematorium auf dem Stuttgarter Pragfriedhof

Er studierte Architektur an der Technischen Hochschule Stuttgart bei Christian Friedrich von Leins und Alexander von Tritschler und war seit 1882 Professor für Architektur an der Baugewerkschule Karlsruhe. Danach wurde er als Professor für Architektur an die Baugewerkschule Stuttgart berufen und arbeitete dort auch als freier Architekt. Scholter starb am 6. Januar 1915 im Alter von 56 Jahren in Stuttgart-Untertürkheim.

## Werk (unvollständig)
- Wohnhäuser Lenzhalde 21 (1905), 25 (1908) und 61 (1912). Quelle: Adressbücher der Stadt Stuttgart.
- Wohnhäuser im Herdweg 56 und 58 in Stuttgart (1898/1899)[2]
- Libellenbrunnen in Stuttgart (1904)
- Krematorium des Pragfriedhofs in Stuttgart (1905–1907)[1]
- Villa in der Hauptmannsreute 16 und 16b (1908/1909)[2]
- Villa in der Dillmannstraße 15 in Stuttgart[3]